# Ben Vautier

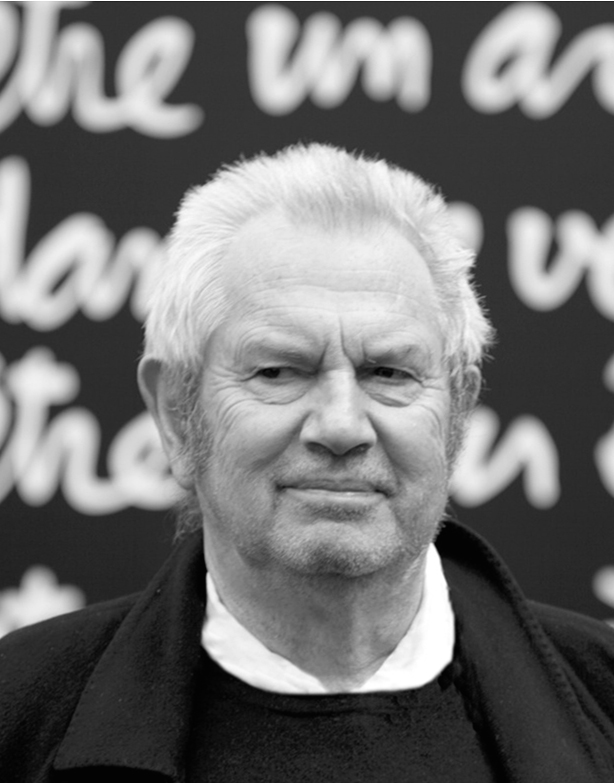
Ben Vautier vor einem seiner Werke (2013)

Benjamin „Ben“ Vautier (* 18. Juli 1935 in Neapel; † 5. Juni 2024 in Nizza) war ein schweizerisch-französischer Künstler der Fluxus-Bewegung. Er wurde im französischsprachigen Raum allgemein nur kurz Ben genannt.

## Leben
Der Schweizer Maler Benjamin Vautier (1829–1898) war Vautiers Urgroßvater, die Maler Karl Vautier (1860–1910) und Otto Vautier (1863–1919) seine Großonkel. Seine Eltern waren Max Ferdinand Vautier, geboren am 4. Juli 1900 in Düsseldorf († um 1945), und Janet Giraud (1898–1989), sein Großvater der Schweizer Kaufmann, Kunstsammler und Numismatiker Paul Louis Vautier (1865–1930). Vautiers Familie zog in seinen ersten Jahren zwischen mehreren Ländern umher und verlagerte schließlich im Jahr 1949 ihren Wohnsitz nach Nizza. Vautier begann einen an den Dadaismus angelehnten, persönlichen künstlerischen Stil zu entwickeln. Angeregt wurde er dabei von Künstlern wie Yves Klein, Marcel Duchamp und den Nouveaux Réalistes.
Zwischen 1958 und 1973 betrieb Vautier einen Plattenladen in Nizza, das „Magasin“. Dieser erregte durch seine Fassade und die Inneneinrichtung Aufsehen. Die Fassade wurde im Laufe der Zeit mit einer Vielzahl von Objekten unterschiedlichster Art überzogen. Das Ganze ergänzte er mit charakteristischen grellfarbigen Schreibschriftzügen. Im Jahr 1994 wurde die Fassade im Centre Georges Pompidou ausgestellt. Im Jahr 1959 gründete Vautier die Zeitschrift Ben Dieu. Im darauf folgenden Jahr fand im ersten Stock seines Geschäftes (dort im sogenannten Laboratoire 32) die erste Einzelausstellung „Rien et tout“ (dt.: Nichts und alles) statt. Vautier wurde zum Mentor der Kunstbewegung Figuration Libre, die 1981 in einem Artikel der Zeitschrift Flash Art den Namen durch Vautier erhielt. Er war auf zahlreichen Ausstellungen im In- und Ausland vertreten. Retrospektiven zeugten vom künstlerischen Erfolg.
Vautier starb am 5. Juni 2024 im Alter von 88 Jahren durch Suizid, wenige Stunden nachdem seine Frau nach 60-jähriger Ehe an den Folgen eines zwei Tage zuvor erlittenen Schlaganfalls gestorben war, wie die beiden Kinder des Paares mitteilten.

## Werk

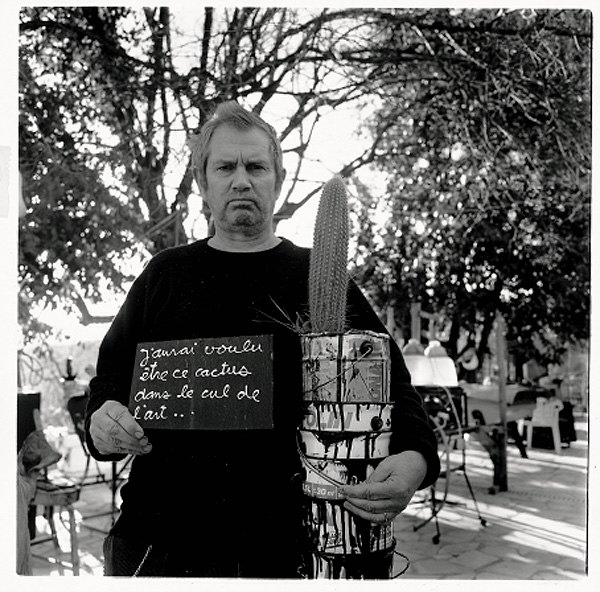
Ben Vautier mit Kaktus (2007)

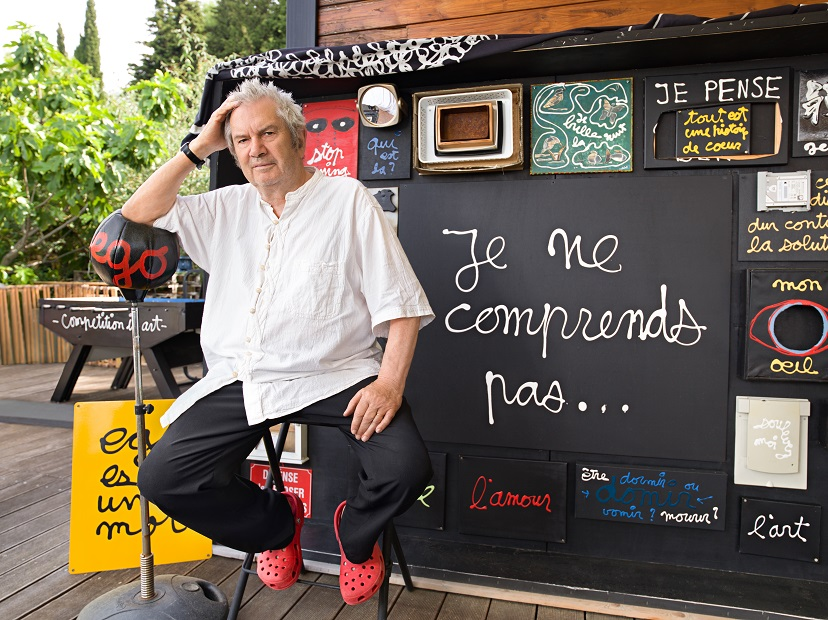
Ben in seinem Atelier in Nizza (2016)

Neben Al Hansen, John Cage und anderen gehörte auch Vautier von 1962 bis 1970 zu den führenden Mitgliedern der Fluxus-Bewegung. Er war auf internationalen Fluxus-Festivals vertreten und trat durch zahlreiche Performanceauftritte in Erscheinung. Vautier ist mit mehreren Werken im museum FLUXUS+ in Potsdam ausgestellt.
Anfang der 1960er-Jahre unternahm Vautier die Aktion, alles zu signieren, was ihm unter die Augen kam, einschließlich der Werke anderer Künstler und seines eigenen Körpers. Er ging dabei von Duchamps Ready-mades und der Erkenntnis aus, dass sich ein Kunstwerk ausschließlich durch die Signatur zu erkennen gäbe. Das Unternehmen gipfelte nach etwa zwei Jahren, im Jahr 1962, in einer unterschriebenen Erklärung, fortan nichts mehr signieren zu wollen.
1972 war Vautier Teilnehmer der Documenta 5 in Kassel in der Abteilung Individuelle Mythologien: Selbstdarstellung – Performances – Activities – Changes.
1992 zierte ein Motto la Suisse n’existe pas („die Schweiz existiert nicht“) von Vautier den offiziellen Schweizer Pavillon bei der Weltausstellung in Sevilla.
Im deutschsprachigen Raum findet man Werke von Vautier in den Sammlungen des Weserburg Museums für moderne Kunst in Bremen, im Museums für Moderne Kunst (MMK), Frankfurt am Main, des Wilhelm-Hack-Museums in Ludwigshafen und des Museums Moderner Kunst Stiftung Ludwig Wien (MUMOK).

## Ausstellungen (Auswahl)
- 1986: Kunstverein Ingolstadt
- 2001: Ben Vautier. Ist das Nichts wichtig?, Staatliches Museum Schwerin und Ludwig Museum im Deutschherrenhaus, Koblenz
- 2012: être, Burg Malbrouck, Manderen
- 2015: Ist alles Kunst?, Museum Tinguely, Basel